# Biber (Brückenlegepanzer)
Der Biber ist eine Panzerschnellbrücke aus deutscher Fertigung. Er gehört zur Gruppe der Kampfunterstützungsfahrzeuge. Sein Vorgänger war der Brückenlegepanzer M48 und der Nachfolger ist der Leguan.

## Entwicklung
Die Firma MaK entwickelte in den 1960er Jahren für das Heer auf der Basis des Leopard 1 einen Nachfolger für den amerikanischen Brückenlegepanzer M48 A2 Armored Vehicle Launched Bridge (AVLB).
MaK lieferte als Generalunternehmer in den Jahren 1973 bis 1975 105 Systeme des Typs Biber für die Panzerpionierkompanien des Heeres.

## Allgemein
Das Gesamtsystem Panzerschnellbrücke Biber besteht aus dem eigentlichen Brückenlegepanzer sowie der aufliegenden zweiteiligen Panzerbrücke. Der Biber kann im Gefecht mit seinem zweiteiligen Brückenelement Geländeeinschnitte wie Gewässer und Schluchten bis 20 Meter Breite überbrücken. Bei überlappendem Verlegen mehrerer Brückenelemente sind größere Einschnitte überbrückbar. Das zusammengesetzte Brückenelement ist 22 Meter lang, 4 Meter breit und kann innerhalb von 2 bis 3 Minuten unter Panzerschutz ausgelegt werden. Es wiegt etwa 9,94 Tonnen und ist für die Militärische Lastenklasse (MLC) 60 beziehungsweise bis etwa 55 Tonnen zugelassen. Die Besatzung besteht aus dem Kommandanten und dem Fahrer. Der Brückenleger ist unbewaffnet und mit einer Nebelmittelwurfanlage ausgestattet.
Zum Eisenbahntransport muss die Panzerbrücke in zwei Längshälften getrennt werden. Für den Straßentransport der Brücke verfügen die Panzerpionierkompanien über einen 3-achsigen Flachbettanhänger 15 Tonnen der Firma Kögel (Typ 2300269) mit Spezialzwischenrahmen, auf dem die Brücke sowohl halbiert (kompakt – wie auf dem Trägerfahrzeug) als auch zerlegt (geviertelt) transportiert werden kann.

## Verlegevorgang

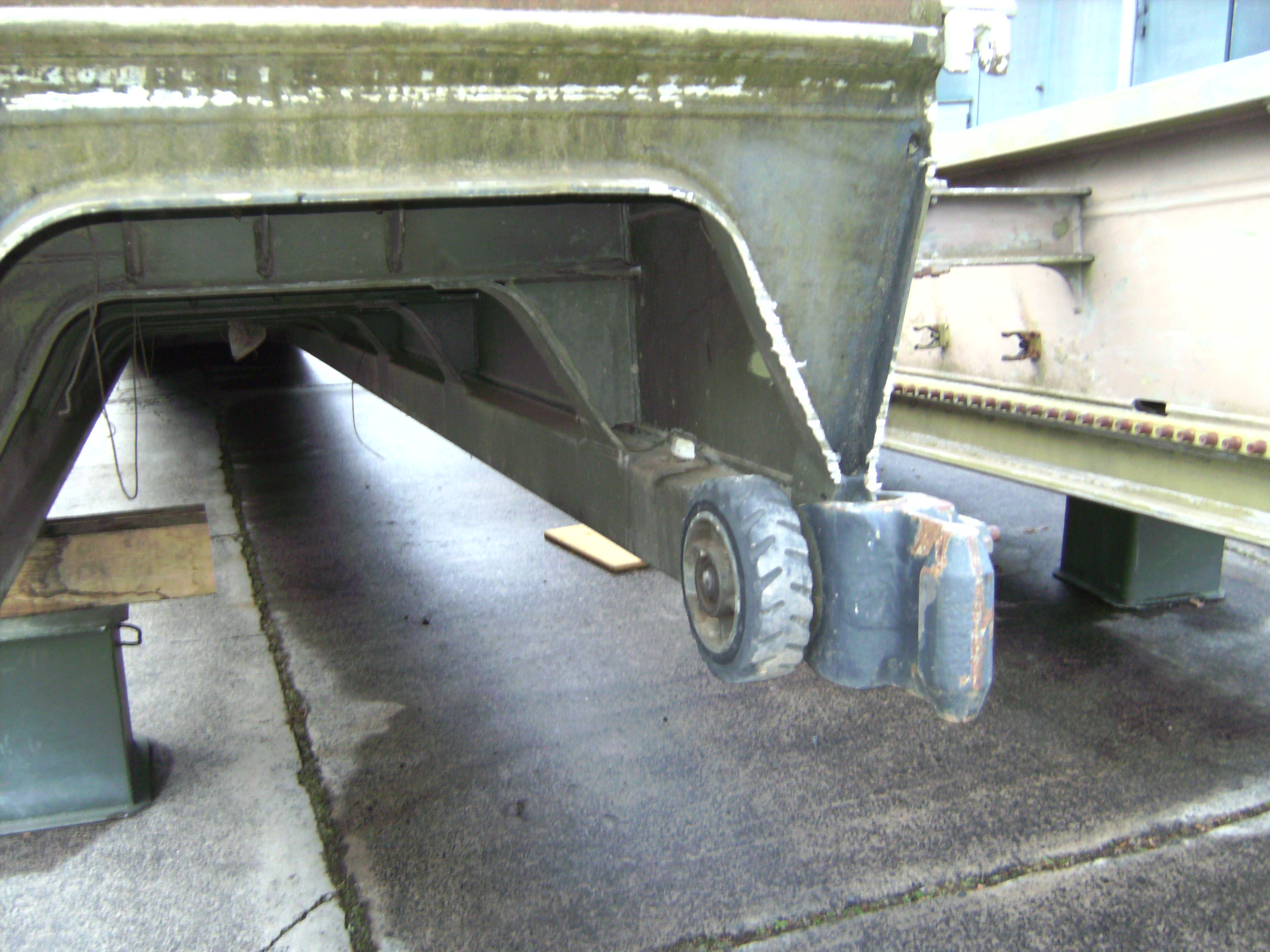
Trennstelle der Brückenhälften

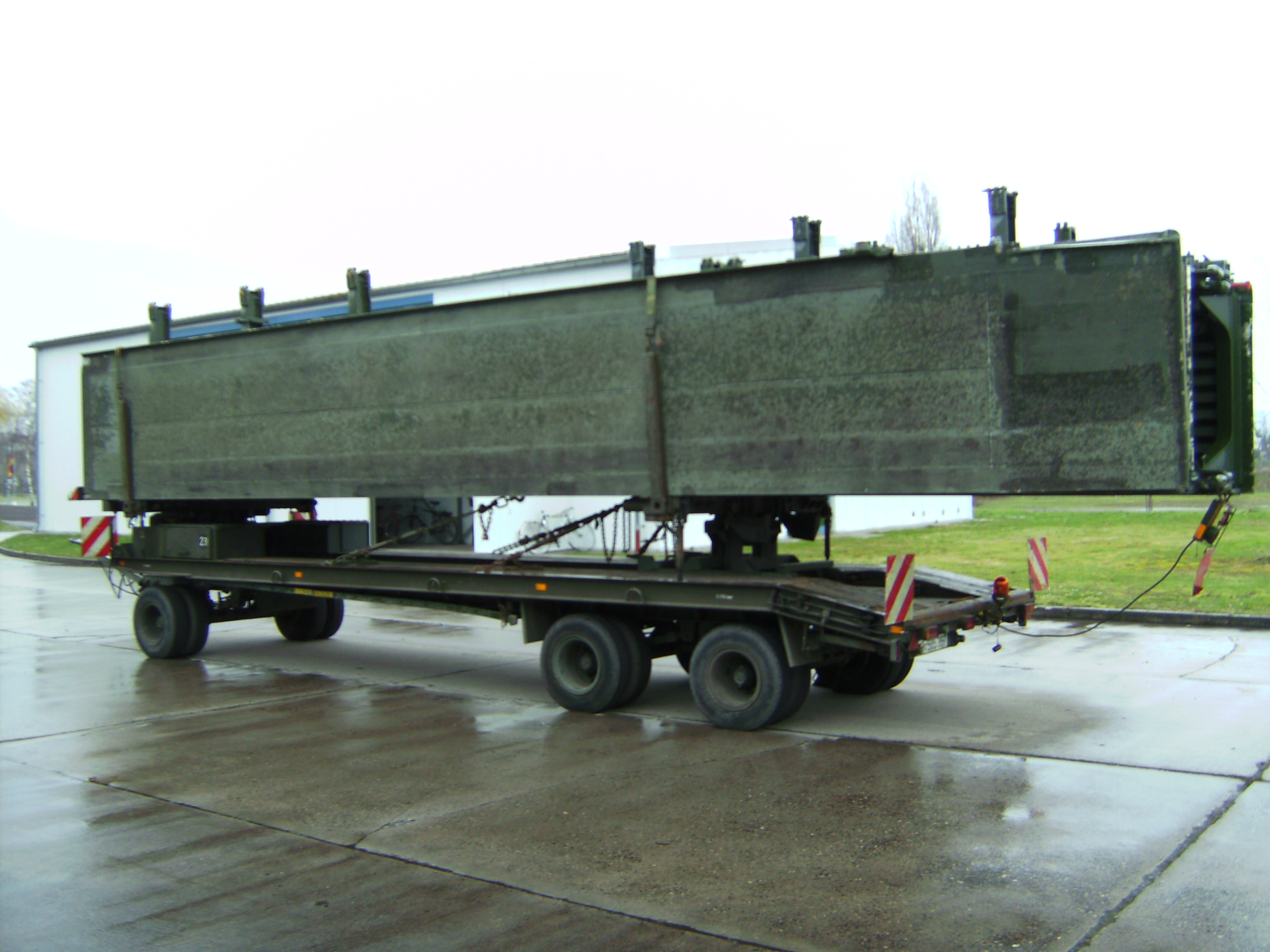
Panzerschnellbrücke (PzSchnBr) Biber verlastet auf Transportanhänger (TrspAnhg) 15

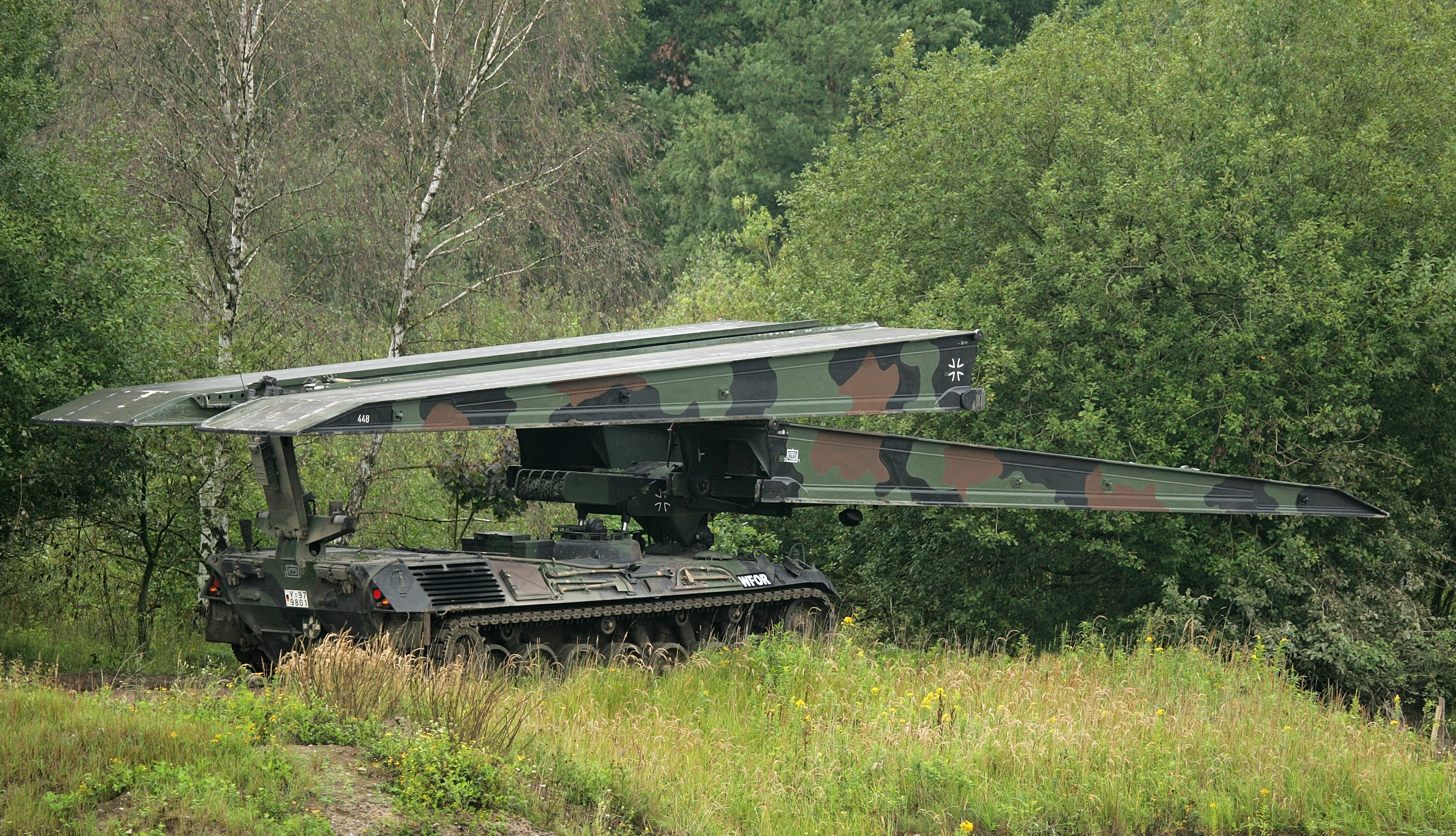
Verlegen einer Panzerschnellbrücke

Die Verlegung der Brücke erfolgt horizontal im freien Vorbau. Im Gegensatz zu anderen Brückenlegern, die ihre Brücke im Scherenverfahren verlegen, hat diese Verlegeart den Vorteil einer niedrigen Silhouette. Das wird jedoch nur mit einem erheblich höheren technischen Aufwand erreicht.
In Transportstellung liegen die jeweils elf Meter langen symmetrischen Brückenhälften horizontal übereinander auf dem Haupt- und Heckausleger des Fahrzeugs. Zum Verlegen werden die beiden Elemente angehoben und die untere Brückenhälfte nach vorne verschoben. Nach dem Verbinden wird die gesamte Festbrücke mittels des Hauptauslegers über dem Hindernis abgelegt. Die Aufnahme der Brücke erfolgt in umgekehrter Reihenfolge. Während des Verlegevorgangs ruht die gesamte Last auf dem am Bug befestigten Stützschild.
Die Besatzung bleibt beim Verlegevorgang unter Panzerschutz.

## Nutzer
Neben der Bundeswehr nutzen die Streitkräfte Australiens, Chiles, Dänemarks, Italiens (64 von OTO-Melara gefertigt), Kanadas, der Niederlande und Polens die Panzerschnellbrücke. Die Gesamtanzahl beläuft sich auf 145 Fahrzeuge. Deutschland lieferte an die Ukraine im Rahmen der Unterstützung nach dem russischen Überfall auf die Ukraine 2022 eine größere Anzahl an Fahrzeugen. Mitte November 2024 waren 27 Systeme geliefert.

## Zukunft
Mit dem steigenden Gewicht des Kampfpanzers Leopard 2 im Zuge der Kampfwertsteigerungen A5 und A6 kam die Panzerschnellbrücke an ihre Grenzen. Nach Problemen mit der ursprünglich als Nachfolgemodell vorgesehenen Panzerschnellbrücke 2 auf dem Fahrgestell des Leopard 2 testet die Bundeswehr seit 2009 das ebenfalls auf einem Leopard-2-Fahrgestell installierte Leguan-Brückensystem. Das Projekt PSB 2 gilt seither als eingestellt. Beginnend 2018 wurden die ersten Leguane an die Truppe ausgeliefert; das Ende der Nutzungszeit des Bibers ist damit absehbar.